# Steve Junker
Steve Junker (* 26. Juni 1972 in Castlegar, British Columbia) ist ein deutsch-kanadischer Eishockeyspieler und -trainer. Er spielte zuletzt in der Deutschen Eishockey Liga für die Augsburger Panther und ist Trainer der Castlegar Rebels.

## Karriere
Der 1,82 m große Flügelstürmer begann seine Karriere bei den Spokane Chiefs in der kanadischen Juniorenliga WHL, bevor er beim NHL Entry Draft 1991 als 92. in der fünften Runde von den New York Islanders ausgewählt (gedraftet) wurde.
Allerdings brachte es der Linksschütze bisher nur auf acht NHL-Einsätze, spielte die meiste Zeit bei tiefklassigeren Farmteams und wechselte schließlich 1997 zum EV Landshut in die Deutsche Eishockey Liga DEL. Für die Niederbayern stand Junker zwei Spielzeiten lang auf dem Eis, bevor er zur Saison 1999/00 zum DEL-Rekordmeister Adler Mannheim wechselte. Mit den Adlern gewann Junker 2001 die deutsche Meisterschaft, bis heute ist der Kanadier der Spieler mit den fünftmeisten Spielen in der Teamgeschichte. Nach fünf Spielzeiten und 304 Saison- und Playoffspielen wechselte Junker in die zweite Liga zu den SERC Wild Wings, bei denen er einen Vertrag bis 2008 besaß.
Zur Saison 2008/2009 wechselte der Angreifer zurück in die DEL zu den Augsburger Panthern.
Nach der Saison 2009/2010 beendete Junker seine aktive Spielerkarriere und wurde als Trainer und Manager von den Castlegar Rebels, eine Mannschaft der unterklassigen kanadischen Juniorenliga Kootenay International Junior Hockey League, verpflichtet. Im April 2013 beendete er seine Tätigkeit bei den Rebels.

### International
Für die kanadische Eishockeynationalmannschaft bestritt Steve Junker sieben Spiele bei der U20-Weltmeisterschaft 1992, für die Senioren stand er in der Saison 1996/97 in mehreren Partien auf internationaler Ebene auf dem Eis.

## Erfolge und Auszeichnungen
- 1991 President’s-Cup-Gewinn mit den Spokane Chiefs
- 1991 Memorial-Cup-Gewinn mit den Spokane Chiefs
- 1992 Brad Hornung Trophy
- 1996 Calder-Cup-Gewinn mit den Rochester Americans
- 2001 Deutscher Meister mit den Adler Mannheim
- 2010 Deutscher Vizemeister mit den Augsburger Panthern

## Karrierestatistik
(Legende zur Spielerstatistik: Sp oder GP = absolvierte Spiele; T oder G = erzielte Tore; V oder A = erzielte Assists; Pkt oder Pts = erzielte Scorerpunkte; SM oder PIM = erhaltene Strafminuten; +/− = Plus/Minus-Bilanz; PP = erzielte Überzahltore; SH = erzielte Unterzahltore; GW = erzielte Siegtore; 1 Play-downs/Relegation; Kursiv: Statistik nicht vollständig)